# Epping (Altenmarkt an der Alz)
Epping (auch Hinterholz genannt) ist ein Gemeindeteil von Altenmarkt an der Alz im oberbayerischen Landkreis Traunstein. Die Einöde steht circa zweieinhalb Kilometer südlich von Altenmarkt kurz vor dem Eppinger Holz, durch das die Gemeindegrenze verläuft.

## Bevölkerungsentwicklung
| Jahr      | 1871 | 1925 | 1950 | 1970 | 1987 |
| Einwohner | 9    | 10   | 16   | 8    | 5    |

## Baudenkmäler
Siehe auch: Liste der Baudenkmäler in Epping
- Kapellenbildstock am Weg nach Ginzing, 18./19. Jahrhundert